# G 120 TP教練機
G 120 TP教練機是一款由德國格羅布飛機公司根據Ｇ 120教練機研製的一架採用復合材料機身和低尾翼的初級教練機。

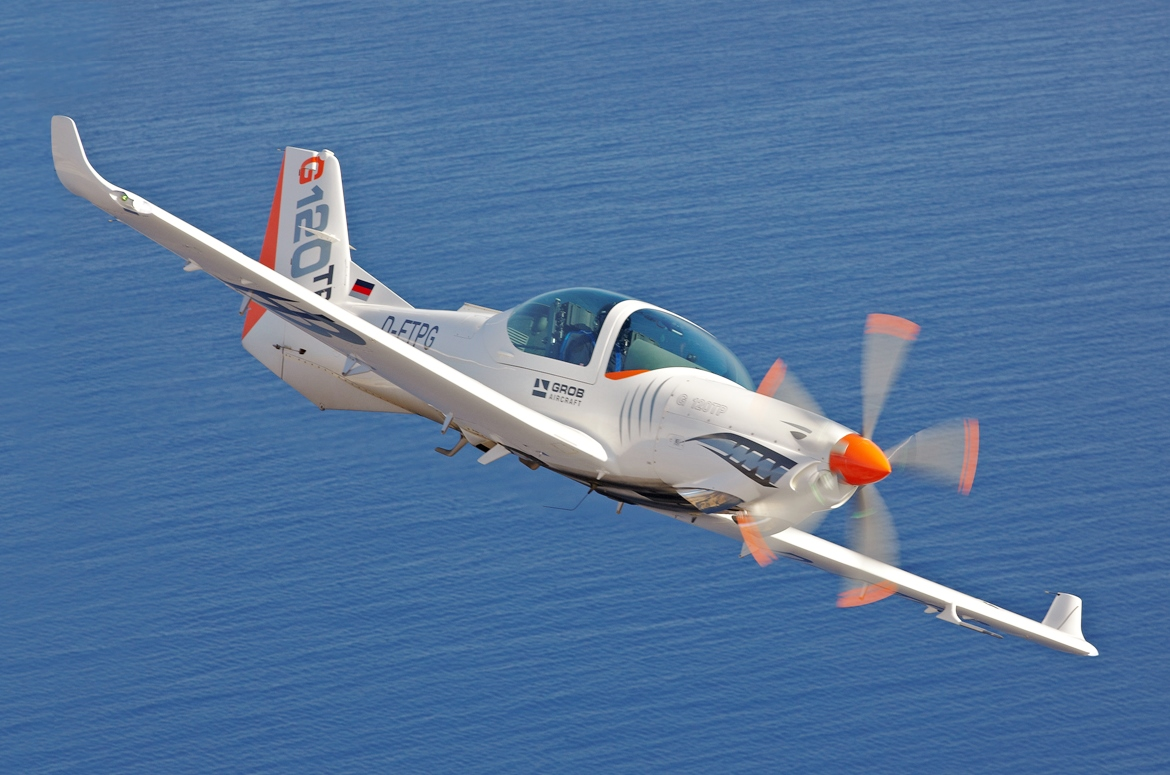
飛行中的G120 TP

## 發展

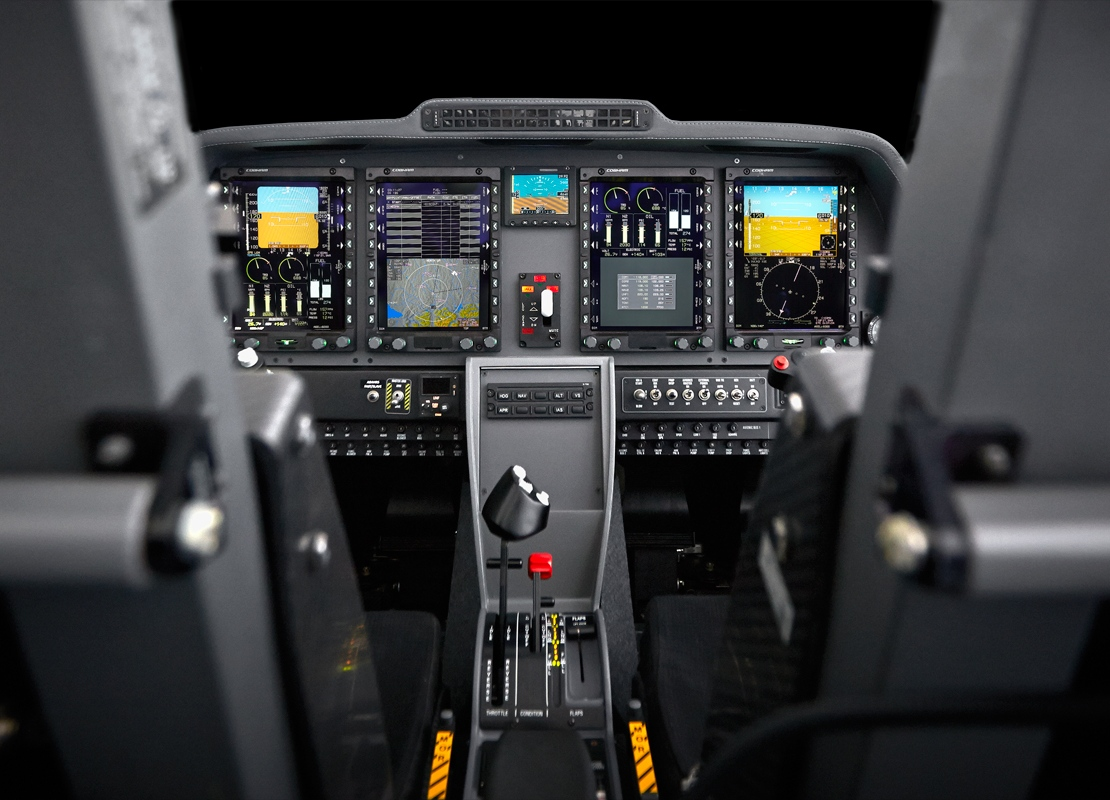
G 120 TP的駕駛艙

G 120TP原本是基於G 120A的升級款，在開發過程中變成了一種幾乎新型的飛機。由於採用了新的動力系統，G 120TP可用作噴氣式教練機的入門練習機型。
機身由玻璃纖維增強塑料製成，機翼由帶有小翼的碳纖維複合材料製成。
駕駛艙具有舒適的空間。該機因採用的HOTAS，因此未來轉換成駕駛運輸機、直升機或噴氣式飛機將更加容易。駕駛艙配備可移動座椅，或可選配馬丁貝克Mk.17輕型彈射座椅，而儀表板可配備4屏Genesys Aerosystems IDU-680 EFIS。該機提供自動駕駛儀和空調系統，以及內部氧氣供應系統和第二個推力桿。

## 服役國家

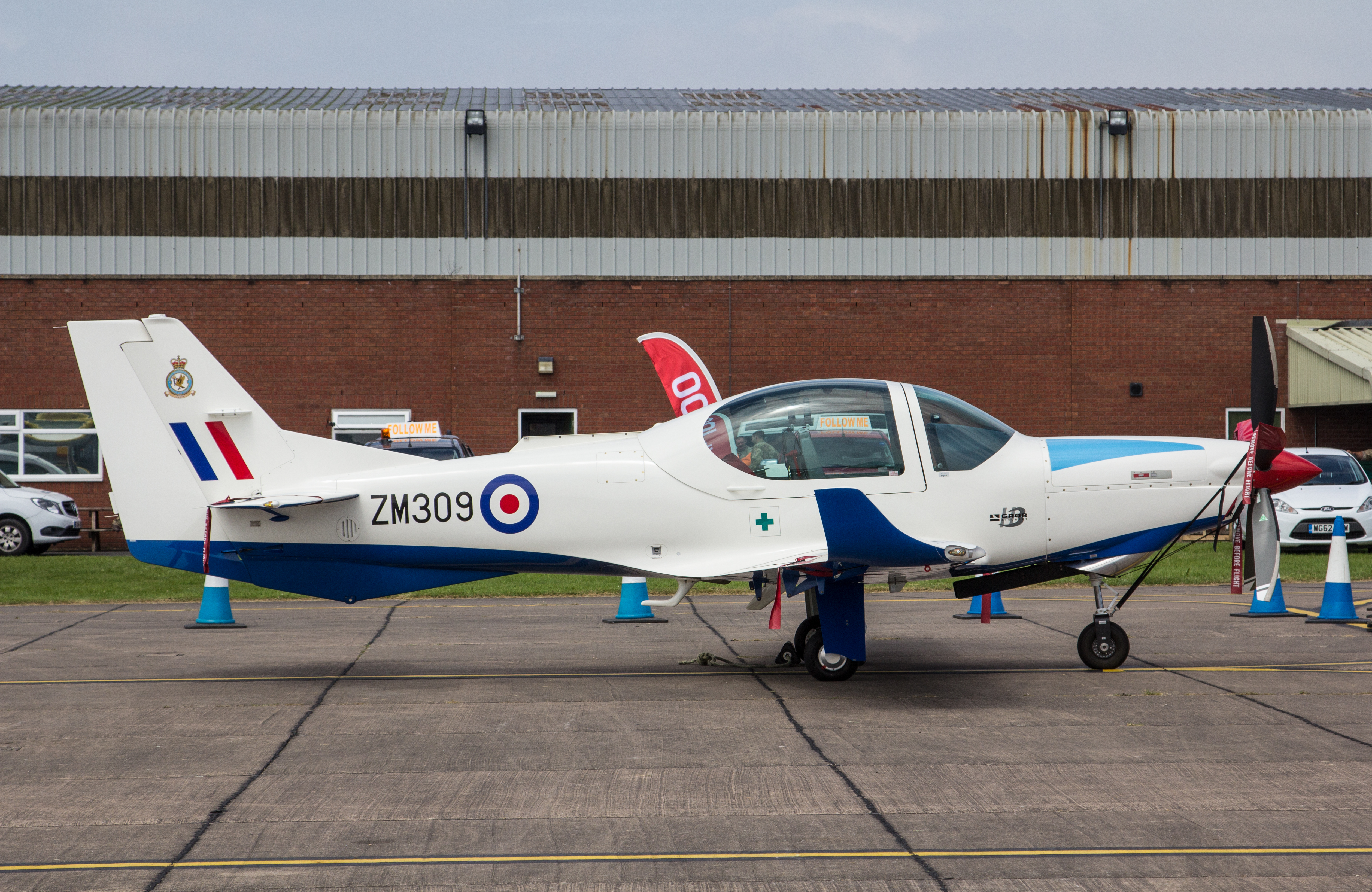
展示中的英國G 120 TP

- 阿联酋
- 衣索比亞
- 印度尼西亞
- 德国
- 约旦
- 墨西哥
- 緬甸
- 瑞典
- 英国
- 美国